# Opravljivka
Opravljivka (izvirno Gossip Girl) je ameriška televizijska nadaljevanka, ki temelji na zbirki knjig z istim naslovom avtorice Cecily von Ziegesar.
Scenarij za pilotsko serijo sta napisala Josh Schwartz in Stephanie Savage. Premierno je bila predvajana 19. septembra 2007 na ameriški televizijski postaji The CW. Na slovenski televiziji smo jo lahko prvič ugledali 17. septembra 2009.

## Opis serije
Zgodba se začne ko lepa Blair Waldorf (Leighton Meester), "kraljica" prestižne manhattanske srednje šole izve, da se je v New York vrnila njena bivša najboljša prijateljica Serena Van der Woodsen(Blake Lively). Blair nad tem ni navdušena, saj je bila Serena pred svojim skrivnostnim odhodom v Conneticut veliko bolj priljubljena kot ona. Zgodba prav tako opisuje življenje "bad boya" Chucka Bassa (Ed Westwick), njegovega najboljšega prijatelja Nata Archibalda (Chace Crawford), ter mnogih drugih likov, ki obiskujejo srednjo šolo Constance Billard School. Med njimi so Dan Humphrey (Penn Badgley) znan pod vzdevkom Lonely boy, Vanessa Abrams (Jessica Szohr), Danova najboljša prijateljica, ter Jenny Humphrey (Taylor Momsen), Danova sestra. 
O vseh skrivnostih, ki se pojavljajo skozi serijo neprestano razpreda anomimna pisateljica bloga. Njene identitete ne pozna nihče, sama pa se imenuje Opravljivka (Gossip Girl). Kljub temu pa se prav vsi zanašajo na njene informacije.